# Max Bayrhammer
Max Emanuel Bayrhammer (* 26. Mai 1867 auf Schloss Baumgarten im Bezirksamt Pfarrkirchen, Kreis Niederbayern; † 15. April 1942 in München) war ein deutscher Schauspieler.

## Leben und Wirken
Der Sohn des Gutsverwalterehepaars von Schloss Baumgarten, Adolph Bayrhammer und Henriette geb. Schilcher, entschied sich im Alter von 18 Jahren für die Schauspieler-Laufbahn und nahm Unterricht bei dem zu diesem Zeitpunkt 67-jährigen k.k.-Hofschauspieler Heinrich Richter, einem gebürtigen Berliner. 1888 gab Bayrhammer seinen Einstand in Hanau. Es folgten bis zum Ausbruch des Ersten Weltkriegs Verpflichtungen an das Gärtnerplatztheater in München, ans Deutsche Privattheater St. Petersburg, ans Weimarer Hoftheater, das Stadttheater Breslau, das Volkstheater Wien und von 1901 bis 1913 als Charakterdarsteller an das Schauspielhaus Frankfurt, wo er unter führenden Regisseuren wie Woldemar Runge, Karlheinz Martin und Fritz Odemar sr. auftrat. Zu dieser Zeit wirkte Max Bayrhammer überdies als Dozent am Hoch’schen Konservatorium.
Schon mit 25 Jahren, als er in Breslau engagiert war, erhielt Bayrhammer zentrale Aufgaben. Sein Repertoire umfasste zahlreiche klassische Hauptrollen, überwiegend schwergewichtige Charaktere und Heldenpartien. So spielte er u. a. den Shylock, den Jago (aus Othello), den Wurm (aus Schillers Kabale und Liebe), den Cyrano de Bergerac, den Mephisto, den König Lear, den Oswald (aus Ibsens Gespenster), den Franz Moor (aus Schillers Die Räuber), den Carlos (aus Goethes Clavigo) und den Narziß (aus Hesses Narziß und Goldmund). Unmittelbar nach der Jahrhundertwende soll Max Bayrhammer bereits nahezu 200 Rollen gespielt haben. Nebenbei hatte sich Bayrhammer auch als Rezitator einen Namen gemacht.
Vor die Kamera trat der Theaterkünstler nur selten. Bayrhammer stand bis unmittelbar vor seinem Tod auf der Bühne; zuletzt war er beim Bayerischen Staatsschauspiel unter der Leitung von Alexander Golling tätig.
Bayrhammer arbeitete auch als Bühnenautor. Zu seinen Werken zählen die Humoresken Erlebnisse eines Wandermimen (1902) und der Schwank Die sturmfreie Bude (1908).
Bayrhammers Frau Elfriede (Elly) Bayrhammer, geborene Haase, war ebenfalls Schauspielerin, sein Sohn war der Schauspieler Gustl Bayrhammer.

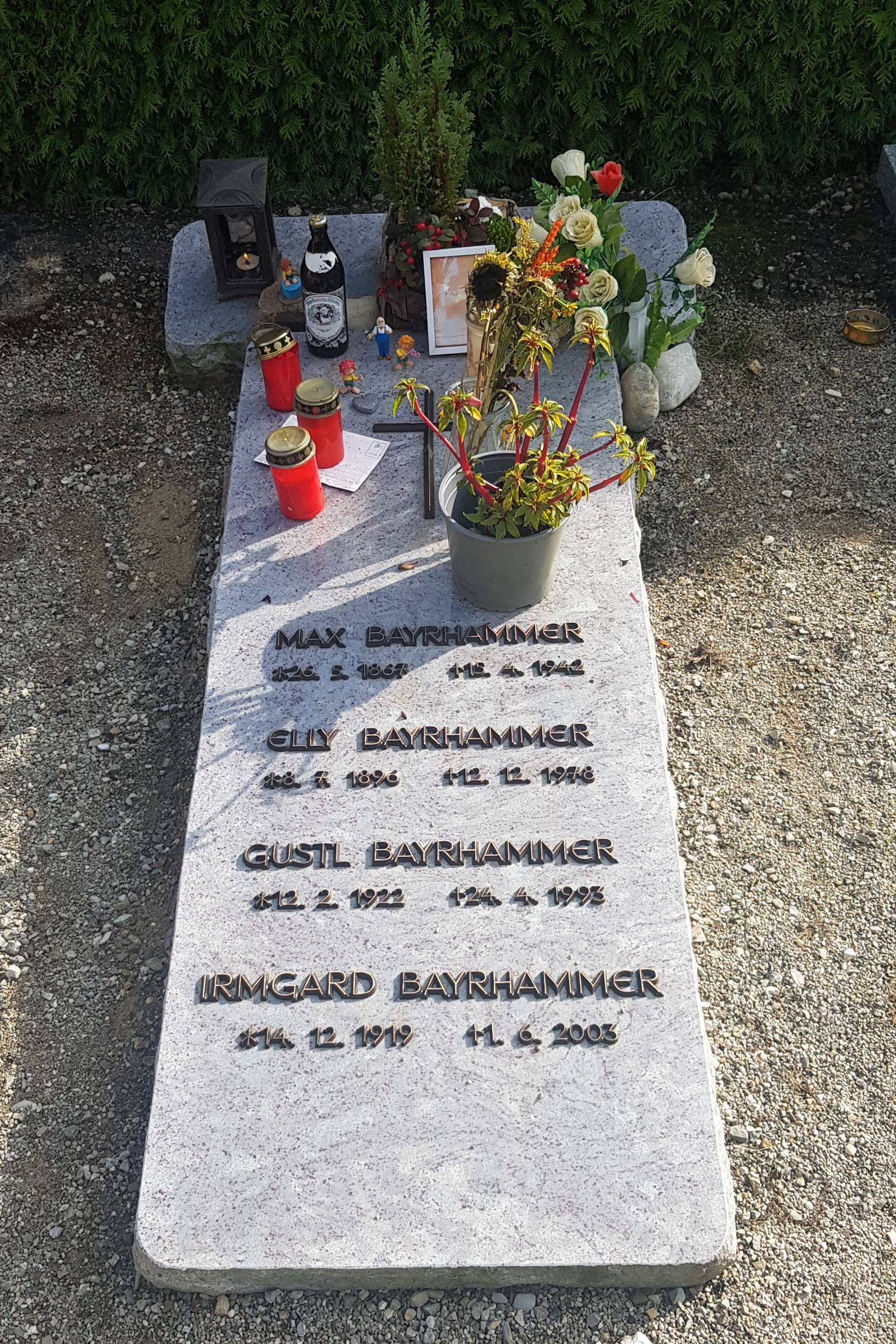
Familiengrab Bayrhammer am Alten Friedhof in Krailling

Max Bayrhammer starb am 15. April 1942 im Alter von 74 Jahren in München.

## Filme (Auswahl)
- 1914: Irrfahrt ins Glück
- 1919: Bergschrecken
- 1921: Fremdenlegionär Kirsch
- 1934: Peer Gynt
- 1935: Der Schlafwagenkontrolleur